# 2000 Watts
«2000 Watts» es una canción del artista estadounidense Michael Jackson incluida en su álbum Invincible de 2001. La canción destaca por su ritmo acelerado, su producción electrónica y la sorprendente entrega vocal de Jackson, que adopta un registro vocal profundo. Es la octava pista del álbum y fue escrita por Jackson en colaboración con Teddy Riley y el cantante Tyrese Gibson.

## Composición y Producción
2000 Watts fue coescrita por Michael Jackson, Teddy Riley, y el cantante Tyrese Gibson. La canción fue producida por Jackson y Riley, quienes habían colaborado previamente en el álbum Dangerous. La grabación se realizó entre el 2000 y 2001 en los estudios The Hit Factory en Nueva York. Musicalmente, la canción es una mezcla de R&B, pop, funk y hip hop, con varios otros genreos menores, como new jack swing, electrofunk, industrial, dance, Techno, Urban, synth-pop, electronic, rock, house, dance-pop y electropop con un sonido marcado por sintetizadores, percusiones electrónicas y efectos vocales que acentúan su energía futurista.
Una de las características más notables de 2000 Watts es el uso de la voz de Jackson en un registro más grave y profundo, un cambio significativo respecto a su estilo vocal habitual. Esto, junto con la instrumentación pesada y el enfoque tecnológico de la canción, contribuye a su distintivo sonido electrónico.
Originalmente, la canción debía ser de Tyrese Gibson; pero Jackson insistió tanto, que al final el la grabó. Aun así, Gibson publicó un álbum llamado 2000 Watts un día antes de que Michael publicase Invincible.

## Letra y Significado
La letra de 2000 Watts habla sobre la tecnología, la energía y la fuerza, utilizando metáforas relacionadas con la electricidad y el poder. Frases como "2000 watts, 8 ohms, 200 volts" refuerzan este enfoque tecnológico, evocando imágenes de energía y resistencia.
Algunos críticos han interpretado la letra como una referencia a la creciente influencia de la tecnología en la música y la vida cotidiana, mientras que otros sugieren que podría estar describiendo la resistencia y la energía necesarias para seguir adelante a pesar de las dificultades.

## Estructura musical y estilo
2000 Watts está compuesta en la tonalidad de sol mayor y tiene un tempo normal de 91 pulsaciones por minuto, y un doble tiempo de 182 pulsaciones por minuto, lo que contribuye a su sensación de energía y movimiento constante. La canción utiliza una producción electrónica pesada, con capas de sintetizadores y un ritmo de percusión distintivo que enfatiza su carácter futurista.
El uso de efectos vocales es clave en la canción, ya que Jackson emplea un procesamiento de su voz para darle una cualidad casi robótica en ciertas partes, lo que refuerza el ambiente electrónico y tecnológico de la pista.

## Recepción crítica
Aunque 2000 Watts no fue lanzada como sencillo, recibió atención por su estilo inusual y el cambio vocal de Jackson. Algunos críticos la elogiaron por su enfoque futurista y su energía, mientras que otros la consideraron una de las canciones menos memorables del álbum Invincible. Rolling Stone destacó la producción electrónica de Teddy Riley y la voz profunda de Jackson como aspectos interesantes, aunque mencionó que la canción no alcanzaba el mismo impacto que otros temas del álbum.

## Versión original
Existe una versión demo de 2000 Watts que fue publicada en YouTube, lo que ha dado a los fanáticos una visión más profunda del proceso creativo detrás de la canción. Esta versión ofrece un enfoque ligeramente diferente, con una mezcla menos elaborada y algunos cambios en la estructura vocal, lo que permite apreciar el desarrollo de la canción desde sus primeras etapas.
El demo resalta una base más simple, con menos efectos vocales y una producción más cruda en comparación con la versión final del álbum. A pesar de la diferencia en la producción, muchos elementos clave de la canción, como su energía y ritmo característico, permanecen intactos.

## Impacto y legado
Aunque 2000 Watts no fue promocionada como sencillo, se ha mantenido como una de las canciones más intrigantes de Invincible debido a su producción inusual y el cambio vocal de Jackson. Algunos fanáticos la consideran un testimonio de la capacidad de Jackson para adaptarse a nuevos sonidos y géneros, mientras que otros ven en ella una oportunidad perdida para explorar más a fondo el sonido futurista y electrónico.Muchos fanes la consideran la peor canción que Michael Jackson ha grabado en su edad adulta.
El cambio en el registro vocal de Jackson en esta canción ha sido objeto de análisis y discusión, con muchos preguntándose si la profundidad de su voz fue el resultado de procesamiento digital o si fue simplemente una elección artística. De cualquier manera, 2000 Watts sigue siendo un ejemplo del enfoque experimental que Jackson adoptó en su álbum Invincible.

## Personal
- Michael Jackson – voz principal, compositor, productor;
- Teddy Riley – compositor, productor;
- Tyrese Gibson – compositor;
- Rodney Jerkins – mezcla, teclados;
- Bruce Swedien – ingeniero de sonido;
- Brad Buxer – programación adicional;
- Steve Porcaro – sintetizadores;
- Paulinho da Costa – percusión;
- Nathan East – bajo;